# 谢瑞阶
谢瑞阶（1902年11月—2000年），原名谢宝树，男，汉族，河南巩县人，中国国画家、书法家，河南省文学艺术界联合会原副主席，河南省美术家协会、河南省书法家协会原主席。